# Джек-раздеватель
Джек-раздеватель (англ. Jack the Stripper) — прозвище, данное неустановленному серийному убийце, совершившему в 1960-х годах ряд преступлений (так называемые «голые убийства» или «хаммерсмитские убийства») в Лондоне. Прозвище дано по аналогии с Джеком-потрошителем. Джек-раздеватель убил 6 (возможно, 8) проституток, чьи обнажённые тела были обнаружены на территории Лондона и в Темзе. Точное количество жертв не установлено, поскольку два из приписываемых убийств не вполне соответствуют его почерку.

## Канонические жертвы

### Ханна Тейлфорд
Тело Ханны Тейлфорд (англ. Hannah Tailford) было обнаружено 2 февраля 1964 года на берегу Темзы около Хаммерсмитского моста. На теле жертвы, за исключением пары чулок, отсутствовала одежда. Тейлфорд была задушена, у неё отсутствовали несколько зубов. Во рту жертвы было её нижнее бельё, на котором экспертиза обнаружила следы спермы. В последний раз Ханну Тейлфорд видели 24 января. По заключению экспертизы, её тело находилось в воде неделю или, возможно, дольше. На момент убийства ей было 30 лет.
Ханна Тейлфорд родилась на северо-западе страны в шахтёрской семье. По причине плохого поведения была исключена из нескольких школ. Подростком сбежала в Лондон и вскоре была втянута в занятие проституцией. Забеременев, подала в газету объявление, в котором предлагала на продажу своего нерождённого ребёнка. В ходе расследования было установлено, что Тейлфорд принимала участие в подпольных сексуальных оргиях и снималась в порнографических фильмах. Её часто можно было встретить в кофейне неподалёку от Трафальгарской площади, где она за деньги предлагала заняться сексом перед камерой. Один человек, замешанный в этой деятельности, покончил жизнь самоубийством за несколько дней до обнаружения тела Тейлфорд. Тейлфорд рассказывала своим приятельницам о том, что принимала участие в оргиях, проводившихся в домах аристократов, в частности, у французского дипломата по имени Андре. Однажды ей якобы заплатили 25 фунтов, а затем на лимузине отвезли в дом, где она, на глазах представителей «высшего общества», вступила в половой контакт с человеком, одетым в костюм гориллы. Полиция опросила сотни человек, которые, предположительно, пользовались услугами проституток. Среди опрошенных — несколько школьных учителей и один элитный футболист. В ходе расследования была выдвинута версия, что Ханна Тейлфорд погибла от руки маньяка.

### Айрин Локвуд
Труп проститутки Айрин Локвуд (англ. Irene Lockwood) был обнаружен 8 апреля 1964 года в водах Темзы. Обнажённое тело жертвы было найдено недалеко от места обнаружения трупа Ханны Тейлфорд. По заключению экспертизы, труп жертвы находился в воде не дольше двух суток. По всей вероятности, жертва была раздета и задушена удавкой, предположительно изготовленной из элементов её собственной одежды. Ей было 26 лет. Локвуд была небольшого роста — всего 5 футов (1,52 м). Рост предыдущей жертвы также не превышал 5 футов 2 дюймов (1,57 м). Айрин Локвуд страдала от венерического заболевания и (как Ханна Тейлфорд) была беременна на момент убийства. В последний раз Айрин Локвуд видели 7 апреля в пабе, расположенном в окрестностях Чизика. За год до этого приятельница Локвуд — проститутка по имени Вики Пендер (англ. Vicki Pender) — была убита в своей квартире в северной части Лондона. Предполагалось, что смерть была местью за попытки Пендер шантажировать своих клиентов. Не исключается, что и Локвуд принимала участие в шантаже. Британский писатель и журналист Дэвид Сибрук в своей книге под названием Jack of Jumps пишет, что любимым приёмом Айрин Локвуд было привести клиента на квартиру, предложить ему раздеться и оставить одежду за дверью спальни. Затем двое сообщников Локвуд очищали карманы одежды жертвы.
Главным подозреваемым в убийстве Айрин Локвуд был 57-летний охранник теннисных кортов, бывший военнослужащий по имени Кеннет Арчибальд (англ. Kenneth Archibald). В ходе обыска квартиры, в которой проживала Локвуд, представители полиции обнаружили визитную карточку Арчибальда. На допросе Арчибальд отрицал факт знакомства с убитой и утверждал, что визитная карточка попала к ней через третье лицо. Тем не менее 27 апреля того же года Кеннет Арчибальд добровольно явился в отделение полиции и признался в убийстве Айрин Локвуд: «Я убил её. Мне нужно кому-то об этом рассказать». Арчибальд отвёл представителей правоохранительных органов в паб, где Локвуд видели в последний раз, затем на место, где, по его словам, у них с Локвуд произошла ссора из-за денег. Арчибальд заявил: «Я вышел из себя и схватил её за горло. Затем, задушив, снял с неё одежду и столкнул её в реку. Одежду отнёс домой и сжёг». Вскоре полиция пришла к выводу, что Кеннет Арчибальд не убивал Айрин Локвуд. На суде, который состоялся в июне 1964 года, Арчибальд отказался признать себя виновным и заявил, что оговорил себя, находясь в депрессии и состоянии алкогольного опьянения.

### Хелен Бартелеми
Обнажённый труп Хелен Бартелеми (англ. Helen Barthelemy) был найден 24 апреля 1964 года в одном из переулков Брентфорда — через две недели после обнаружения тела Айрин Локвуд. Хотя труп Бартелеми был найден в нескольких километрах от других тел, у полиции не оставалось сомнений в том, что все они погибли от рук одного убийцы. На шее Бартелеми был след странгуляционной полосы; как и остальные жертвы, она была проституткой, невысокого роста, и в прошлом переболела венерическим заболеванием.
Бартелеми переехала в Лондон из Блэкпула. В своём родном городе её судили за то, что она заманила человека в безлюдное место, и, угрожая опасной бритвой, ограбила. Полиция установила, что в Лондоне женщина посещала те же увеселительные заведения, что и Айрин Локвуд. В одном из таких клубов её видели живой в последний раз: Бартелеми оставила приятельнице свою сумочку, сказав при этом, что ненадолго выйдет, но так и не вернулась. Ей было 22 года. Несмотря на то, что на трупе отсутствовала одежда, полиции удалось обнаружить некоторые улики. В первую очередь — на теле присутствовали следы загрязнения. Была выдвинута гипотеза, что тело находилось в каком-то ином месте, прежде чем его подбросили в переулок. Кроме того, на трупе были обнаружены микроскопические частицы краски различного цвета. Экспертиза установила, что обнаруженный тип краски используется при обработке металлических изделий, а в частности — в автомобильной промышленности. Сотрудники правоохранительных органов пришли к выводу, что тело в течение некоторого времени находилось в складском помещении, доступ к которому имел только убийца. Было выдвинуто предположение, что краска в это помещение могла попасть через отверстия в стенах.
Ещё до обнаружения трупа Хелен Бартелеми полиция пришла к следующему выводу: раздевая своих жертв, убийца заботится о том, чтобы оставить как можно меньше улик. То, что жертвы избавились от одежды по своей воле, было маловероятным. Все убитые проститутки не имели такой привычки — раздеваться перед тем, как заняться сексом. Они просто задирали юбки, стягивали нижнее бельё и вступали в половой контакт, расположившись на пассажирском сиденье автомобиля клиента. Поэтому была выдвинута версия о том, что убийца снимал одежду с уже мёртвых жертв и относил трупы к реке (или в иное место, как это было в последнем случае). После обнаружения трупа Айрин Локвуд правоохранительные органы предприняли ряд дополнительных мер, направленных на обнаружение убийцы. С целью задержания преступника были задействованы дополнительные патрули, контролирующие лондонские улицы, протянувшиеся вдоль Темзы. Меры оказались неэффективными — тело Хелен Бартелеми было найдено в месте, удалённом от реки.
28 апреля 1964 года, через 4 дня после обнаружения тела последней жертвы, Джордж Хэтэрилл (англ. George Hatherill) — руководитель отдела по расследованию убийств Скотланд-Ярда — сделал беспрецедентное по тем временам заявление. Он обратился с просьбой к лондонским проституткам предоставить (если они таковой располагают) информацию, которая помогла бы правоохранительным органам в обнаружении убийцы. Он гарантировал женщинам абсолютную анонимность и подчеркнул, что они входят в группу риска. «Существует опасная вероятность того, что если полиция не будет располагать информацией, то вскоре обнаружится очередной труп проститутки. Мы в частности хотели бы переговорить с теми из вас, кого заставляли раздеваться и подвергали насилию», — заявил Хэтэрилл. Заявление вызвало резонанс — в течение следующих двух дней в полицию обратились 45 женщин-проституток и 25 мужчин.
Полицейские патрули записывали номера всех автомобилей, появлявшихся после наступления темноты в районе обнаружения трупов жертв. Кроме того, сотрудницы лондонской полиции, одевшись как проститутки, прохаживались по улицам города в надежде встретиться с преступником лицом к лицу.

### Мэри Флеминг
Тело проститутки Мэри Флеминг (англ. Mary Fleming), приехавшей в Лондон из Шотландии, было найдено около 5 часов утра 24 июля 1964 года — через два месяца после заявления Джорджа Хэтэрилла. Одежда на трупе отсутствовала. В отличие от предыдущих случаев, на этот раз были обнаружены признаки борьбы. Как и в случае с Хелен Бартелеми, на теле жертвы присутствовали микрочастицы промышленной краски. Ей было 30 лет. Труп Флеминг был обнаружен на одной из тихих улиц Чизика, тщательно контролировавшейся полицией. Местные жители сообщили, что за несколько минут до обнаружения трупа они слышали звук уезжающего автомобиля. Но никто из них не видел эту машину.
Были проведены собеседования с 8 тыс. человек, у половины из них — взяты письменные показания. Но предпринятых мер оказалось недостаточно даже для того, чтобы составить короткий список подозреваемых лиц. Среди представителей правоохранительных органов широко распространилось мнение, что убийства совершаются с единственной целью — скомпрометировать полицию. Тем временем пресса дала убийце прозвище «Джек-раздеватель» — по аналогии с прозвищем самого известного убийцы лондонских проституток «Джеком-потрошителем».

### Фрэнсис Браун
Вечером 23 октября 1964 года уроженка Эдинбурга проститутка Фрэнсис Браун (англ. Frances Brown), также известная под именем Маргарет Макгоуэн (англ. McGowan), вместе со своей приятельницей по имени Ким Тэйлор (англ. Kim Taylor) вышла на поиски клиентов. Девушки подначивали друг друга, отпуская шутки на тему, что они будут делать, если встретят убийцу. Вскоре они нашли себе по клиенту, но прежде чем сесть в их автомобили, Фрэнсис постаралась запомнить, как выглядит клиент Ким, а Ким внимательно рассмотрела клиента Фрэнсис.
Позже Ким Тэйлор сообщила полиции, что её подруга села в Ford Zodiac и больше не вернулась. Через месяц, 25 ноября 1964 года, труп Фрэнсис Браун был найден на одной из улиц Кенсингтона. Ей был 21 год. Фрэнсис была небольшого роста и страдала от венерического заболевания. На её обнажённом теле были обнаружены следы краски. Выяснилось, что, как и Ханна Тейлфорд, убитая имела отношение к «скандалу Профьюмо».
Показания, сделанные Ким Тэйлор, дали возможность полиции составить портрет подозреваемого — им был круглолицый мужчина среднего роста и крепкого телосложения. Была выдвинута версия, что убийца имеет какое-то отношение к автомобильному бизнесу и посещал лондонское автошоу Earls Court Motor Show. Выяснилось, что убийца снял с тела жертвы серебряный крестик на цепочке и золотое кольцо. Собирал ли убийца «трофеи»? Это ещё один вопрос, на который полиция пыталась отыскать ответ. На основании того, что все жертвы были небольшого роста, психологи высказали следующее предположение: убийца и сам был невысоким, а кроме того — внешне тихим и спокойным мужчиной.

### Бриджит О’Хара
К началу 1965 года, несмотря на все усилия правоохранительных органов, убийца всё ещё был на свободе. Среди полицейских имело место мнение, что стоит ожидать новых жертв — свои предыдущие убийства «Джек-раздеватель» совершал с интервалами, не превышавшими 3 месяцев. 16 февраля 1965 года было обнаружено обнажённое тело ирландской проститутки по имени Бриджит «Брайди» О’Хара (англ. Bridie O’Hara). Труп найден в промышленной зоне Эктона за складским помещением, расположенным в километре от места обнаружения тела Мэри Флеминг.
Специальную группу возглавил начальник отдела по расследованию убийств Скотланд-Ярда — Джон Дю Роуз (англ. John Du Rose), которого в срочном порядке вызвали из отпуска. Прозвище Дю Роуза — «Джонни-четыре-дня» (англ. Four Day Johnny) было дано ему за ту быстроту, с которой он раскрывал преступления.
Поскольку на теле О’Хары были обнаружены следы краски, Дю Роуз поставил перед своими подчинёнными первоочередную задачу — выяснить, откуда она взялась. После тщательных поисков, проведённых на территории общей площадью 24 квадратных мили (38 км²), был установлен объект, где использовалась краска такого же типа. Этим объектом оказалась трансформаторная подстанция, расположенная возле промышленной зоны под названием Heron Trading Estate — всего в нескольких метрах от места обнаружения тела О’Хары. Обнаруженные на трупе следы мумификации говорили о том, что тело какое-то время находилось в месте с повышенной температурой. Этим местом могла быть упомянутая трансформаторная — так полиция обнаружила тайник убийцы.
Было опрошено более 7 тыс. человек из Heron Trading Estate, переписаны номера всех автомобилей и сделаны несколько громких публичных заявлений — в последнем из них Дю Роуз сообщил, что в списке подозреваемых лиц осталось всего три человека, и вскоре полиция установит, кто из них является убийцей. В частных беседах он высказывал предположение, что, узнав об этом, преступник запаникует и каким-то образом выдаст себя. В действительности после последнего публичного заявления Дю Роуза убийства прекратились.

## Предполагаемые жертвы
Уже при расследовании убийства Ханны Тейлфорд полицейские обратили внимание на схожесть этого преступления с двумя убийствами проституток, произошедшими ранее.

### Элизабет Фигг
Тело 21-летней Элизабет Фигг (англ. Elizabeth Figg), также известной под именем Энн Филлипс (англ. Ann Phillips), было найдено ранним утром 17 июня 1959 года на берегу Темзы в лондонском предместье Чизик.
Её труп лежал возле невысокой ивы. Платье в синюю и белую полоску, в котором она была, было разорвано. Её грудь была обнажена, на горле обнаружили ссадины. Смерть наступила в результате удушения. Подозрения в убийстве пали на её бойфренда и сутенёра — Фентона «Бэйби» Уорда (англ. Fenton «Baby» Ward) — боксёра родом с Тринидада. Однако вскоре полиция вычеркнула его из списка подозреваемых. Факт обнаружения тела убитой обнажённой женщины в общественном месте вызвал широкий резонанс. Была проведена масштабная оперативно-разыскная деятельность — представители правоохранительных органов опрашивали проституток, сутенёров, водителей такси, работников ночных смен, однако улики, дающие возможность установить личность убийцы, найдены не были. Расследование продвигалось медленно, а вскоре и вовсе зашло в тупик, и дело об убийстве Элизабет Фигг было отправлено в архив как нераскрытое. В следующий раз о ней вспомнили в 1963 году.

### Гвиннет Риз
У Гвиннет Риз (англ. Gwynneth Rees) было много общего с Элизабет Фигг. Обе девушки, порвав со своими семьями, переехали в Лондон подростками: Риз — из южного Уэльса, Фигг — с северо-запада Великобритании. У обеих были нежелательные беременности. И Риз, и Фигг приехали в Лондон в поисках более пристойной жизни, чем та, которую им могла предложить британская провинция. Обе девушки были вовлечены в проституцию, и обе на момент смерти страдали венерическими заболеваниями.
Летом 1963 года Гвиннет Риз забеременела. У неё уже были двое детей, которые проживали не с нею. В то время аборты в Великобритании были запрещены; проститутки, знакомые с Риз, позже сообщили полиции, что она, незадолго до исчезновения, искала место, где можно подпольным путём избавиться от беременности. Она уже дважды проходила через подобного рода процедуры, в ходе которых были инфицированы её фаллопиевы трубы.
Труп Гвиннет Риз обнаружен 8 ноября 1963 года на речном берегу, в миле (1,6 км) от того места, где было найдено тело Элизабет Фигг. Ей было 22 года, труп был найден на мусорной куче, одежда на нём отсутствовала, за исключением нейлоновых чулок. Экспертиза установила, что у жертвы отсутствовали несколько зубов, и что она, по всей вероятности, была задушена удавкой. В последний раз Риз видели за 6 недель до обнаружения её тела — жертва садилась в автомобиль к какому-то мужчине.
Сначала подозрения в убийстве пали на Корнелиуса «Конни» Уайтхеда (англ. Cornelius «Connie» Whitehead) — уголовника, который был сутенёром погибшей. Уайтхед часто наносил Гвиннет Риз побои, и, по версии правоохранительных органов, это была одна из причин, по которой погибшая решила порвать с ним незадолго до своего исчезновения. Однако Корнелиус Уайтхед предоставил алиби в свою пользу.
По ходу расследования перед полицией встали следующие вопросы: если Гвиннет Риз скончалась в результате проведения криминального аборта, и виновные в её смерти решили избавиться от трупа, то зачем им понадобилось оставлять тело на берегу Темзы, где его так легко обнаружить? И почему она была задушена? Как и в деле об убийстве Элизабет Фигг, у правоохранительных органов было слишком мало улик, расследование зашло в тупик, и в Лондоне вскоре забыли о смерти Гвиннет Риз.

## Подозреваемые

### «Большой Джон»
«Сказочная» гипотеза
Полиции предстояло найти ответы на следующие вопросы: куда делись вещи? Где убийца раздевал трупы своих жертв? Видел ли кто-то его автомобиль? Так или иначе, но представители правоохранительных органов были уверены, что они ищут не сумасшедшего, а холодного расчётливого убийцу, который пытается оставить как можно меньше улик и усложнить поиски. Существовали детали, которые выглядели весьма странно и вызывали ещё больше вопросов. Почему у некоторых из жертв отсутствовали зубы? Заболевания, передающиеся половым путём, которыми страдали все жертвы — это всего лишь следствие их профессиональной деятельности или же один из мотивов, которым руководствовался убийца? Случайно ли то, что три из пяти убитых были беременны? Старший следователь Уильям Болдок (англ. William Baldock), входивший в состав специальной группы по расследованию убийств, выдвинул гипотезу, что женщины погибли, задохнувшись в процессе орального секса. Довольно сомнительная версия – ведь жертвы могли укусить преступника за половой орган. И даже отсутствие нескольких зубов не помешало бы им это сделать. Дэвид Сибрук, ознакомившись с материалами дела, назвал эту гипотезу «сказочной». По мнению писателя, она является плодом царившего в 1960-е годы в Британии табу на оральный секс. В своей книге под названием Jack of Jumps писатель высказывает предположение, что в условиях отсутствия улик полиция была вынуждена «хвататься за соломинку».
В 1970 году — через пять лет после последнего убийства — Джон Дю Роуз (к тому времени вышедший на пенсию) в телевизионном интервью каналу ВВС заявил, что ему была известна личность преступника. Кроме того, Дю Роуз сообщил, что в марте 1965 года полиция уже была готова арестовать убийцу, но тот покончил с собой, отравившись угарным газом в гараже. Информация в СМИ подавалась, по словам Дю Роуза, таким образом, чтобы запугать подозреваемого. «Фактически, — заявил бывший полицейский, — мы достигли того, к чему стремились. Он испугался настолько, что лишил себя жизни».
В 1971 году Дю Роуз написал книгу воспоминаний под названием Murder Was My Business. В мемуарах он подтверждает ранее сделанное заявление и сообщает, что самоубийца оставил предсмертную записку: решение расстаться с жизнью он якобы принял на фоне сильного чувства вины.
В 1974 году Брайан Макконнел (англ. Brian McConnell) опубликовал книгу Found Naked and Dead. В ней он называет убийцу «Большим Джоном» (англ. Big John) и описывает его как мужчину, возраст которого за сорок, женатого, имеющего несколько детей — полноценного члена общества. У «Большого Джона» было тяжёлое детство, он вырос в Шотландии под влиянием крайне пуританских взглядов, его нередко избивали. Участвовал во Второй мировой войне, где впервые воспользовался услугами проституток. Выпив, проявлял агрессивность. Служил в полиции, но, не добившись карьерного роста, стал злоупотреблять спиртным и был уволен. После увольнения пошёл работать охранником в Heron Trading Estate (где, предположительно, были спрятаны трупы жертв). В своей книге Макконнел утверждает, что мотивом для убийцы являлась месть его бывшим сослуживцам-полицейским. И Дю Роуз, и Макконнел отказались назвать настоящее имя убийцы, объясняя тем, что это может навредить репутации его родственников.
На протяжении ряда лет версия Дю Роуза-Макконнела считалась неофициально принятой. Однако приняли её не все. В 1972 году Оуэн Саммерс (англ. Owen Summers) в газете The Sun опубликовал материал, в котором утверждалось, что главный подозреваемый Дю Роуза не мог совершить одно из приписываемых ему убийств, поскольку в тот момент находился в Шотландии. Эта информация, впрочем, осталась незамеченной. Спустя почти 35 лет Дэвид Сибрук приступил к работе над книгой под названием Jack of Jumps. Писателю был предоставлен исключительный доступ к материалам расследования. После нескольких лет кропотливой работы Сибрук сделал выводы, значительным образом отличающиеся от заявлений Дю Роуза.
«Я уверен в том, что Дю Роуз — негодяй», — заявил Сибрук, — «он не смог признать своё поражение и подставил мертвеца, заработав, таким образом, дешёвую славу». Дю Роуз и Макконнел уже мертвы, и не могут ответить на эти обвинения. Сибрук пришёл к тому же выводу, что и Оуэн Саммерз: подозреваемый — шотландец по имени Мунго Айрленд (Mungo Ireland) — не мог быть убийцей, поскольку на момент смерти Бриджит О’Хары находился в Шотландии. Кроме того, практически отсутствуют доказательства вины Айрленда. «Он проработал охранником в Heron Trading Estate всего три недели», — подчёркивает Сибрук, — «и он никак не связан с преступлениями».
3 марта 1965 года труп Айрленда был обнаружен в его автомобиле, стоявшем в запертом гараже. Он покончил жизнь самоубийством, отравившись выхлопными газами. Айрленд оставил жене записку:

Я больше не могу это терпеть. Может это моя вина, но не полностью. Мне жаль, что Гарри для тебя обуза. Передай мальчику, что я его люблю. Прощай. Джок. PS. Чтобы ты и полиция не тратили время на поиски — я буду в гараже.

В статье Джонни Шарпа (англ. Johnny Sharp) под названием «Jack The Stripper», размещённой на сайте truTV.com, даётся следующее объяснение содержания записки: полиция искала Айрленда не вследствие его причастности к убийствам, а в связи с незначительным дорожно-транспортным происшествием. Кроме того, отмечается, что номер автомобиля Айрленда отсутствовал в списках, которые составляли патрули, несущие дежурство в потенциально опасных местах. Далее его жена признала, что они с супругом испытывали некоторые трудности в семейной жизни. Именно эти трудности Айрленд, по всей вероятности, имел в виду, упоминая про свою ошибку. А Гарри — это брат Айрленда, который проживал вместе с ними.
Количество жертв
Существуют различные мнения относительно того, скольких женщин убил Джек-раздеватель — шестерых, семерых или восьмерых. Шесть жертв идеально вписываются в теорию Сибрука, который предполагает, что убийца подбрасывал трупы на территорию каждого из шести лондонских полицейских участков. Кроме того, убийства Элизабет Фигг и Гвиннет Риз несколько отличались от убийств последующих шести жертв. Например, Фигг была задушена руками, а не посредством удавки, и не полностью раздета. Тем не менее, значительное количество общих деталей, по мнению Сибрука, не могло быть простым совпадением. Обе жертвы были проститутками, у обеих забрали личные вещи, а Риз, как и последующих жертв, перед смертью раздели. И даже если исключить Элизабет Фигг из списка жертв Джека-раздевателя ввиду длительного интервала времени (4,5 года), отделяющего её гибель от смертей других жертв, то смерть Гвиннет Риз соответствует хронологии остальных убийств. Так или иначе, но фактические события, приведшие к гибели этих восьми женщин, достоверно установлены не были.

### Версия Болдока — Сибрука
Дэвид Сибрук утверждает, что даже среди полицейских не все поддерживали версию Дю Роуза. Одним из таких полицейских был Уильям Болдок, входивший в состав специальной группы по расследованию убийств, совершённых Джеком-раздевателем. Он якобы был против того, о чём заявлял Дю Роуз в своих официальных сообщениях, но не хотел вступать в открытый конфликт с начальником. По версии Болдока, убийца был тоже бывшим полицейским, но моложе, чем Айрленд. В начале 1960-х годов его обвинили в совершении ряда мелких краж в патрулируемом районе, а затем уволили из правоохранительных органов. Таким образом, мотивом для убийств была месть своим бывшим коллегам — он решил создать проблемы для полиции, совершая преступления, которые было бы невозможно раскрыть. В одном из своих рапортов Болдок отметил, что этого человека «нельзя вычёркивать из списка подозреваемых. Особенности его психологического портрета и биографии, а также знание местности, делают из него идеального кандидата на роль убийцы».
Дэвид Сибрук аргументирует эту теорию следующим образом: тела последних шести жертв были найдены на территориях юрисдикции различных полицейских подразделений. О границах этих территорий было осведомлено, за исключением самих сотрудников полиции, очень незначительное число граждан. Человек, который является главным подозреваемым по версии Сибрука, в разное время служил в пяти подразделениях из них. После того, как его уволили из правоохранительных органов, подозреваемый некоторое время занимался продажей автомобилей, что давало ему возможность оперативно перемещаться по Лондону. В то же время Сибрук подчёркивает, что на территорию Heron Trading Estate свободный доступ был открыт практически круглосуточно.
На вопрос, почему убийца перестал совершать преступления, Сибрук в своей книге даёт следующий ответ: в 1965 году границы юрисдикции лондонских подразделений полиции были изменены, и убийца, таким образом, утратил мотивацию к совершению дальнейших актов мести.

### Заявление Стюарта Хоума
В 2006 году британский писатель и журналист Стюарт Хоум опубликовал на своём сайте статью, в которой поставил под сомнение достоверность предположений Болдока и Сибрука, а также обвинил последнего в плагиате.
Дэвид Сибрук якобы сообщил Хоуму при личной встрече, что человек, подозреваемый в убийствах, всё ещё жив. Несмотря на то, что ни Болдок, ни Сибрук не называли имя подозреваемого, Хоуму удалось его выяснить. По словам Хоума, им является бывший сотрудник лондонской полиции по имени Эндрю Джон Кашуэй (англ. Andrew John Cushway). Для поисков Хоум использовал информацию, содержащуюся в книге Сибрука Jack of Jumps. В частности, в книге упомянуты места, где Кашуэй в 1962 году совершал кражи, и названы имена свидетелей. Хоум предположил, что факт краж, совершённых сотрудником полиции, не мог остаться незамеченным со стороны национальных СМИ. В результате анализа газетных публикаций тех лет Хоум нашёл то, что искал, в статье под названием «Prison for Black Sheep Detective», опубликованной 30 ноября 1962 года в The Times. Более того, Хоум сообщает следующее: «Удивительно, но текст статьи в The Times, в которой идёт речь о Кашуэе, полностью — слово в слово — воспроизведён в книге Сибрука без указания первоисточника. Единственное, что он сделал — заменил имя подозреваемого на слова „этот человек“».
Далее Стюарт Хоум обращает внимание, что Дэвид Сибрук в своей книге не упоминает о другом возможном подозреваемом. В частности, Хоум ссылается на гипотезу, выдвинутую Джимми Эвансом (Jimmy Evans) и Мартином Шортом (Martin Short) в книге под названием The Survivor (Mainstream, Edinburgh 2001). Авторы предполагают, что Джеком-раздевателем мог быть ныне покойный Томми Батлер (англ. Tommy Butler) — некогда высокопоставленный сотрудник лондонской полиции. Стюарт Хоум пишет: «Хотя, на мой взгляд, Эванс и Шорт не смогли убедительно доказать, что Батлер был Джеком-раздевателем, но его кандидатура подходит больше, чем Кашуэя».
Стюарт Хоум акцентирует внимание на том, что Дэвиду Сибруку был предоставлен исключительный доступ к материалам дела. Хоум предполагает следующее: руководители лондонской полиции были заинтересованы в том, чтобы главным подозреваемым в книге Сибрука был назван не Батлер — высокопоставленный представитель правоохранительных органов, а рядовой полицейский.
Хоум пишет: «Сибрук рассуждает с точки зрения полицейского, и поэтому не в состоянии увидеть картину целиком. Подобно полицейскому, он хочет указать на убийцу — на Эндрю Джона Кашуэя — но его инсинуации бездоказательны. Подозрения строятся на том, что Кашуэй якобы хотел досадить своим бывшим коллегам. Это нелепо. Да и разве мог человек, который попался на мелких кражах, совершить несколько убийств, оставшись при этом непойманным?»
Хоум считает, что Сибрук оклеветал Эндрю Джона Кашуэя, которому на момент публикации книги Jack of Jumps было около 70 лет.

## Комментарии
1. ↑  После обвинений в «непристойном поведении» проститутки часто меняли свои имена.
2. ↑  Позже Уайтхед был обвинён в связях с лондонскими гангстерами — братьями Крэй.